# Deltametall
Deltametall är en äldre form av specialmässing med 54 – 59 % koppar, 39 – 42 % zink, 1 – 1,5 % järn och 0,2 – 0,5 % bly samt ibland mindre mängder av tenn, mangan, nickel eller aluminium. Legeringen har en guldgul färg, är lätt att gjuta och kan, uppvärmd till mörkröd färg, både valsas, smidas och pressas. I kallt tillstånd kan den även valsas eller dras till stänger eller tråd.
På grund av sin stora hållfasthet har deltametallen använts mycket inom maskinindustrin för t.ex. drivhjul, snäckhjul o.dyl.
En legering med 55,8 % koppar, 40,1 % zink, 1,8 % bly, 1,3 % järn och 1,0 % mangan har använts för presscylindrar eftersom denna legering är tät och fri från porer.
Då metallen är ganska beständig mot havsvatten har den bland annat använts till skeppsbeslag. Den är också polerbar och anlöps ej i torr luft, varför den har använts till gjutna eller smidda konstföremål.